# Bihorgebergte
Het Bihorgebergte (Roemeens: Munții Bihorului) is een gebergte in het noordwesten van Roemenië. Dit gebergte hoort bij het Apusenigebergte, dat onderdeel is van de Westelijke Karpaten. De hoogste berg van het Bihorgebergte is de Cucurbăta Mare, die 1848 m hoog is. Het massief heeft vanaf het zuidoosten naar het noordoosten een lengte van 25 km en een breedte van 14 km.
Andere hoge bergen zijn de Buteasa (1790 m), Cârligatele (1694 m) en Piatra Grăitoare (1658 m).
De Warme Someș en de Koude Someș, die wat verderop samen met de Grote Someș de Someș vormen, ontspringen in het Bihorgebergte.